# Filipiny na Letnich Igrzyskach Olimpijskich 1932
Filipiny na Letnich Igrzyskach Olimpijskich 1932 w Los Angeles reprezentowało 8 zawodników (wyłącznie mężczyzn). Najmłodszym olimpijczykiem był bokser José Villanueva (19 lat 144 dni), a najstarszym pływak Teófilo Yldefonso (29 lat 274 dni).
Był to trzeci start reprezentacji Filipin na letnich igrzyskach olimpijskich.

## Zdobyte medale
| Medal | Zawodnik          | Dyscyplina sportowa | Konkurencja                       |
| ----- | ----------------- | ------------------- | --------------------------------- |
| Brąz  | Teófilo Yldefonso | Pływanie            | 200 m stylem grzbietowym mężczyzn |
| Brąz  | Simeon Toribio    | Lekkoatletyka       | skok wzwyż mężczyzn               |
| Brąz  | José Villanueva   | Boks                | waga kogucia                      |

### Boks
Mężczyźni
- José Villanueva – waga kogucia (3. miejsce)
- John Gray – waga musza (9. miejsce)
- José Padilla – waga lekka (8. miejsce)
- Carlos Padilla – waga półśrednia (9. miejsce)

### Lekkoatletyka
Mężczyźni
- Simeon Toribio – skok wzwyż (3. miejsce)

### Pływanie
Mężczyźni
- Abdurahman Ali – 100 m stylem dowolnym (odpadł w eliminacjach)
- Teófilo Yldefonso – 200 m stylem grzbietowym (3. miejsce)
- Jikirum Adjaluddin – 200 m stylem grzbietowym (5. miejsce)